# Ophidion scrippsae
 Ophidion scrippsae ist eine Fischart aus der Familie der Bartmännchen (Ophidiidae). Der aalartige Bodenfisch lebt im östlichen Nordpazifik an den Küsten Nordamerikas von Point Arguello bis Baja California in bis zu 110 Metern Tiefe. Die nachtaktiven Tiere graben sich tagsüber so in Sand ein, dass nur noch die Maulspitze herausschaut. In der Dämmerung kommen sie etwas hervor und ernähren sich von kleineren Fischen und Wirbellosen. Auch der Meeresgrund wird nach Essbarem abgesucht. Die Eier von Ophidion scrippsae sind pelagisch und halten in einer gelatinösen Masse zusammen.

## Merkmale
Ophidion scrippsae wird über 28 cm lang, seine Färbung ist bräunlich bis oliv, die Unterseite ist heller. Flecken fehlen. Er hat einen stumpfen Kopf und ein großes Maul. Der längliche Körper läuft hinten spitz zu. Die Schuppen bilden ein Kreuzmuster. Die Bauchflossen bestehen nur  aus einem, aus zwei ungleich langen Teilen bestehenden Flossenstrahl.
Flossenformel: Dorsale 124–153, Anale 99–126